# Shirazia
Shirazia är ett släkte av fjärilar. Shirazia ingår i familjen mott.
Kladogram enligt Catalogue of Life:
| Shirazia | \| \| Shirazia monotona \| \| \| \| \| \| Shirazia wiltshirei \| \| \| \| |
|          | \| \| Shirazia monotona \| \| \| \| \| \| Shirazia wiltshirei \| \| \| \| |
|          | Shirazia monotona                                                         |
|          |                                                                           |
|          | Shirazia wiltshirei                                                       |
|          |                                                                           |